# Mstsislaŭ
Mstsislaŭ (vitryska: Мсціслаў) är en stad i Belarus.   Den ligger i voblasten Mahiljoŭs voblast, i den östra delen av landet, 270 km öster om huvudstaden Horad Mіnsk. Mstsislaŭ ligger 203 meter över havet och antalet invånare är 10 376.

## Natur
Terrängen runt Mstsislaŭ är platt. Mstsislaŭ är det största samhället i trakten.